# Eu Quero É Botar Meu Bloco na Rua (canção)
"Eu Quero É Botar meu Bloco na Rua" é uma canção do cantor e compositor capixaba Sérgio Sampaio, lançada em 1973 para seu álbum homônimo. Apresentada originalmente no VII Festival Internacional da Canção, em 1972, a marcha é considerada o maior sucesso da carreira do compositor e foi regravada inúmeras vezes por artistas de diversas vertentes. "Eu Quero É Botar meu Bloco na Rua" foi citada pela revista Rolling Stone Brasil na trigésima oitava colocação na sua lista das 100 maiores músicas brasileiras.

## Contexto
A canção foi feita sucedendo o projeto "Sociedade da Grã-Ordem Kavernista Apresenta Sessão das 10" que, em um dos períodos mais severos da ditadura militar brasileira, sofreu inúmeros cortes meio à censura e às perseguições políticas. A canção, frequentemente categorizada como uma marcha-rancho, chamou atenção pelo anti-heroísmo que iria se tornar um símbolo das composições de Sampaio e por seu discurso inconformista, crítico à repressão dos militares, caracterizados na música pelo personagem Durango Kid. 
Sampaio originalmente performou a canção na sétima edição do FIC ao lado do violonista Renato Piau. A faixa, apesar de não ter sido a vencedora do festival, acabou por ser incluída no compacto chamado As Melhores do VII FIC, que trazia do outro lado a faixa Diálogo, composta por Baden Powell e Paulo César Pinheiro e interpretada pela dupla Tobias & Márcia.
Bem recebido de imediato, o single foi um estrondoso sucesso, vendendo mais de 500 mil cópias e a canção foi considerada o maior sucesso do carnaval do ano de 1973. Produzida por Raul Seixas, a canção foi finalmente gravada em estúdio para o lançamento do álbum de estreia da carreira solo do compositor, que levaria o mesmo título da faixa e renderia a Sampaio o Troféu Imprensa de revelação do ano na edição de 1973. Apesar do sucesso de "Eu Quero É Botar meu Bloco na Rua", Sérgio não conseguiu deslanchar comercialmente.

## Regravações
A canção foi regravada inúmeras vezes. Entre as versões mais famosas estão:
- Margareth Menezes
- Elba Ramalho
- Roupa Nova
- Tom Zé
- Monobloco
- Casuarina
- Pitty
- Ney Matogrosso
- Mart'nália
- BaianaSystem